# نبرد فتح بویو
جنگ گوگوریو و بویو(۲۱-۲۲ میلادی)، که با نام فتح بویو نیز شناخته می‌شود، نقطه اوج دهه‌ها خصومت میان دو حکومت باستانی کره، گوگوریو و پادشاهی بویو بود. این نبرد که با تهاجم پیش‌دستانه گوگوریو به رهبری سومین امپراتور آن، تموشین، آغاز شد، نه تنها به کشته شدن پادشاه تسو انجامید، بلکه باعث فروپاشی سیاسی و الحاق بخش عمده‌ای از قلمرو بویو به گوگوریو گردید. این یک پیروزی راهبردی در تاریخ شرق آسیا بود که با حذف رقیب اصلی شمالی گوگوریو، زمینه را برای تبدیل این امپراتوری به یک قدرت بزرگ منطقه‌ای فراهم کرد و بعداً تمام خاک بویو به دلیل حمله خیتان ها تسلیم گوگوریو شد و بدون هیچ جنگی به آن الحاق گردید.

## پیش زمینه

### جنگ‌های اولیه
تلاش‌های ناکام تسو
پادشاه تسو دو تهاجم بزرگ را پیش از جنگ نهایی علیه گوگوریو ترتیب داد که هر دو با شکست مواجه شدند و به طور قابل توجهی به تکامل نظامی گوگوریو کمک کردند.

#### تهاجم اول:۶ میلادی
تسو با جمع‌آوری یک ارتش عظیم ۵۰٬۰۰۰ نفری، تهاجمی همه‌جانبه را علیه گوگوریو، که در آن زمان تحت فرمانروایی پادشاه یوری بود، آغاز کرد. با این حال، حمله در فصل زمستان انجام شد و ارتش بزرگ بویو با بارش برف سنگین و سرمای شدید مواجه گشت. این شرایط سخت آب و هوایی باعث تلفات غیرجنگی سنگین در میان نیروهای بویو شد و تسو را مجبور به عقب‌نشینی بدون دستیابی به هیچ هدف مهمی کرد. این شکست، هرچند بیشتر مدیون عوامل طبیعی بود، به گوگوریو نشان داد که قدرت بزرگ بویو شکست‌ناپذیر نیست.

#### تهاجم دوم:۱۳ میلادی
تسو هفت سال بعد، بار دیگر با ارتش خود به گوگوریو حمله کرد. این بار، گوگوریو آماده‌تر بود. فرماندهی نیروهای گوگوریو بر عهده ولیعهد جوان، موهیول بود. موهیول که بعدها به عنوان یکی از بزرگترین فرماندهان نظامی تاریخ کره شناخته شد، با درک ضعف‌های ارتش بزرگ و متکی به نیروی انسانی بویو، یک کمین کاملاً برنامه‌ریزی‌شده را ترتیب داد. ارتش بویو به داخل این تله کشانده شد و تقریباً به طور کامل نابود گشت. تسو به سختی و تنها با تعداد انگشت‌شماری از افرادش موفق به فرار شد.   
این نبرد به عنوان میدان تمرینی برای موهیول عمل کرد. او آموخت که چگونه می‌توان یک دشمن با برتری عددی را از طریق استراتژی برتر، استفاده هوشمندانه از زمین و تاکتیک‌های فریب شکست داد. این تجربیات، سنگ بنای استراتژی او در جنگ نهایی سال ۲۲ میلادی شد.

### گوگوریو
گوگوریو یک دولت شدیداً نظامی‌گرا بود که بقا و توسعه خود را مدیون قدرت نظامی‌اش می‌دانست. ارتش آن بر چند اصل کلیدی استوار بود. 
ستون فقرات ارتش گوگوریو، سواره‌نظام زره‌پوش آن معروف به گه‌ماموسا بود. این واحدها که هم سوار و هم اسب زره‌پوش بودند، شبیه به کاتافراکت‌های ایرانی عمل می‌کردند و نیروی ضربتی ویرانگری در میدان نبرد محسوب می‌شدند.   
گوگوریو به دلیل داشتن قلمرویی کوهستانی، در ساخت دژهای مستحکم بر فراز تپه‌ها و کوه‌ها مهارت داشت. استراتژی نظامی آنها اغلب متکی بر کشاندن دشمن به مناطق صعب‌العبور و سپس نابود کردن آنها از طریق کمین‌های غافلگیرانه بود.   
پیروزی‌های پیاپی در برابر تهاجمات بویو، ارتش گوگوریو را به یک نیروی جنگی باانگیزه، منظم و باتجربه تبدیل کرده بود.

### بویو
تسو رهبری قدرتمند بود که توانست برای دهه‌ها قدرت بویو را حفظ کرده و ارتش‌های بزرگی را بسیج کند. با این حال، حکومت او تحت‌الشعاع کینه عمیقش از گوگوریو قرار داشت. این وسواس فکری باعث شد که او دو بار شکست‌های تحقیرآمیزی را تجربه کند و در نهایت، با دست‌کم گرفتن دشمن، خود را به کام مرگ بکشاند.
ساختار سیاسی بویو به شدت به شخصیت پادشاه وابسته بود. تسو محور اصلی قدرت در این پادشاهی بود و با حذف او، کل ساختار سیاسی دچار تزلزل و فروپاشی شد. رهبران گوگوریو به درستی این نقطه ضعف را شناسایی کرده بودند. آنها می‌دانستند که یک حمله با هدف قرار دادن مستقیم پادشاه، می‌تواند پیامدهای سیاسی ویرانگرتری نسبت به یک پیروزی نظامی صرف داشته باشد و کل پادشاهی را از درون متلاشی کند.

## شرح نبرد
در سال ۲۱ میلادی، تموشین که اکنون پادشاهی قدرتمند و بااعتماد به نفس بود، تصمیم گرفت به جای انتظار برای تهاجم بعدی، خود ابتکار عمل را به دست گرفته و به تهدید بویو برای همیشه پایان دهد.
ارتش گوگوریو به سمت شمال و به داخل قلمرو بویو شرقی پیشروی کرد. این لشکرکشی با دقت برنامه‌ریزی شده بود و هدف آن علاوه بر فتح فرسایشی، یک ضربه سریع و قاطع به مرکز فرماندهی دشمن بود.
کتاب تاریخ سامگوک ساگی، که منبع اصلی ما برای این رویداد است، شرح نبرد را با عناصر اسطوره‌ای و نمادین درآمیخته است. تحلیل این روایت به ما امکان می‌دهد تا استراتژی واقعی گوگوریو را رمزگشایی کنیم.
سامگوک ساگی روایت می‌کند که پیش از نبرد، نشانه‌هایی ظاهر شدند. یک کلاغ سرخ با دو بدن و یک سر در بویو دیده شد که فالگیران تسو آن را نشانه‌ای از اتحاد دو پادشاهی تحت رهبری او تعبیر کردند. اما موهیول این نشانه را به عنوان نمادی از اضطراب و ضعف تسو تفسیر کرد. در سوی دیگر، گفته می‌شود که ارتش گوگوریو در مسیر خود یک دیگ سه‌پایه جادویی یافت که بدون آتش غذا می‌پخت و موهیول اسبی الهی پیدا کرد. این عناصر اسطوره‌ای، که در تاریخ‌نگاری باستان رایج بودند، برای مشروعیت بخشیدن به لشکرکشی و تقویت روحیه سربازان به کار می‌رفتند.
روایت تاریخی، هسته استراتژی نظامی دائموسین را آشکار می‌کند. او پس از ورود به قلمرو بویو، اردوگاه خود را عمداً در یک منطقه باتلاقی و ناهموار برپا کرد. این یک تله بود. پادشاه تسو که از تهاجم گوگوریو به خشم آمده بود و دشمن خود را دست‌کم می‌گرفت، مشتاقانه برای نابودی ارتش گوگوریو تاخت. او با سواره‌نظام زبده خود به سمت اردوگاه حمله کرد، اما همان‌طور که دائموسین پیش‌بینی کرده بود، اسب‌هایشان در گل و لای باتلاق گیر کردند و مزیت اصلی آنها، یعنی سرعت و تحرک، خنثی شد.
درست در لحظه‌ای که سواره‌نظام بویو در زمین باتلاقی زمین‌گیر و آسیب‌پذیر شده بود، نیروهای گوگوریو که در اطراف منطقه کمین کرده بودند، حمله خود را آغاز کردند. در هرج و مرج نبرد، یکی از ژنرال‌های گوگوریو به نام گویو خود را به پادشاه تسو رساند و او را کشت. مرگ پادشاه در میدان نبرد، ارتش بویو را کاملاً از هم پاشید و نبرد با پیروزی قاطع گوگوریو به پایان رسید.